# Trésors et Détections
Trésors et Détections, est un magazine français consacré au détecteur de métaux, aux trésors, et aux monnaies.
Le concept rédactionnel est celui d'une part d'un journal fait d'articles sur l'actualité, balayant tous les sujets de la détection de loisir, les nouveautés du marché, d'autre part des articles fouillés sur un chapitre de l'histoire ayant un rapport avec la cache de trésors. Le magazine est riche en conseils sur des lieux de détection potentiels. Il dispose d'une rubrique de revue de presse.
Il dispose aussi d'une page juridique permettant aux lecteurs d'être au courant des derniers textes de loi ayant trait au détecteur de métaux ou à la prospection au sol ainsi que leur application et la jurisprudence qui en découle. Le directeur de publication actuel est l'historien et écrivain
Didier Audinot.
Le numéro 119 de Trésors et Détections daté de Mai-Juin 2011, est le dernier publié après 21 ans de parution, à la suite du décès de son créateur Didier Audinot.